# Струнный квартет № 1 (Дворжак)

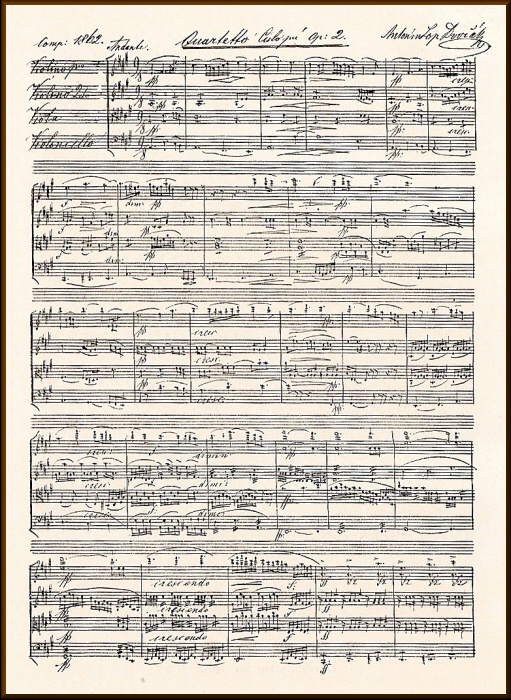
Первая страница рукописи Дворжака

Струнный квартет № 1 Ля мажор, соч. 2, B. 8 — струнный квартет А. Дворжака. Написан в марте 1862 года, когда композитору был всего 21 год.

## История создания
Первый струнный квартет является вторым камерным произведением Дворжака: немного ранее, летом 1861 года, он закончил свой первый струнный квинтет. Возможно, его следует связать с облегчением, которое композитор испытал после того, как был признан негодным для военной службы (об этом есть замечание в автографе). Позднее он посвятил квартет своему бывшему учителю музыкальной теории в Школе органистов Й. Крейчи, ставшему в 1865 году руководителем Пражской консерватории.
Квартет долго пролежал забытым, сам Дворжак считал его уничтоженным (подобно множеству ранних произведений). Более чем через двадцать пять лет после его создания рукопись нашёл друг детства композитора. Впервые квартет был исполнен лишь 18 декабря 1888 года в Вене, после значительной редактуры и больших сокращений (изначальная версия длится 45—50 минут, а новая — около 30). Впрочем, Дворжак писал, что квартет исполнялся несколько раз в молодости его друзьями и понравился учителю.

## Музыка
Квартет состоит из четырёх частей:
- I. Andante. — Allegro. Медленное вступление предшествует сонатной форме. Главная тема, немного изменённая, будет снова использована в Ля-мажорном виолончельном концерте для побочной партии.
- II. Adagio affettuoso ed appassionato.
- III. Allegro scherzando. С трио посередине.
- IV. Finale. Allegro animato. Сонатная форма. Перед последним Stretto вновь появляется Andante первой части.

В этом сочинении Дворжак ещё очень осторожен и даже консервативен (что было отличительной чертой музыкальной жизни Праги того времени вообще). Он следует раннеромантической традиции, вся «смелость» заключается в заметном влиянии Шуберта и Мендельсона. Сам Дворжак в письме 1898 года признаётся, что квартет написан «в стиле Мендельсона». Сюда можно отнести медленное вступление, материал которого затем используется на протяжении всего сочинения (то же самое — во втором струнном квартете Мендельсона). Все части заканчиваются открыто, что создаёт атмосферу простора и свободы.

## Записи
| Год записи | Квартет                   | Фирма                             |
| ---------- | ------------------------- | --------------------------------- |
| 1976       | Пражский струнный квартет | Deutsche Grammophon               |
| 1990       | Квартет имени Стамица     | Bayer-Records, Brilliant Classics |
| 1997       | Квартет Панохи            | Supraphon                         |
| 2003       | Пражский квартет Влаха    | Naxos                             |
| 2006       | Квартет имени Цемлинского | Praga Digitals                    |